# Бібліотека герцога Августа
Бібліотека герцога Августа (нім. Herzog August Bibliothek) — бібліотека в німецькому місті Вольфенбюттель, заснована в 1572 році.

## Історія

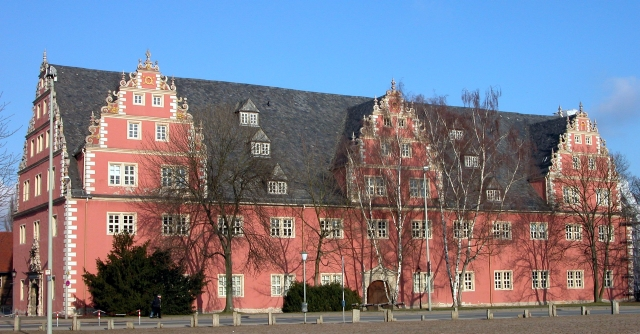
Головний читальний зал бібліотеки

Бібліотека герцога Августа почалася як зібрання книг високоосвіченого герцога Вольфенбюттеля Августа Молодшого. Він збирав книги з дитинства; агенти герцога Августа їздили Європою, звідусіль привозячи книги та рукописи. Свої бібліотечні багатства він розміщував у пристосованій для цієї мети будівлі колишньої конюшні, що розташовувалася неподалік від замку. Ще за життя герцога почалося складання каталогу, і з його 7 200 сторінок (шість фоліантів) він власноруч заповнив більше половини.
Герцог Август був завзятим бібліофілом. Години, проведені ним за читанням книг, забуваючи про їжу і сон, він вважав найкращими у своєму житті. За своє життя він зібрав таку кількість книг, що його бібліотеку називали «восьмим чудом світу». Багато вчених Європи прагнули попрацювати в цій бібліотеці. Крім них, чималий інтерес до бібліотеки виявляв Джакомо Казанова, схильний також і до пригод на інтелектуальному ґрунті.
Коли герцог помер, у Вольфенбюттельська бібліотека налічувала 134 000 одиниць зберігання. Ця колекція стала основою сьогоднішньої «Bibliotheka Augusta». З 1666 року бібліотека стала загальнодоступним закладом. За часів сина герцога Августа — Антона Ульріха, коли завідувачем бібліотеки був Ґотфрід Вільгельм Лейбніц (1691—1716), її фонд суттєво збагатився. У 1770—1781 роках бібліотекою завідував Готгольд Ефраїм Лессінг.
Зараз у фондах бібліотеки зберігається близько мільйона найменувань книг, у тому числі 12 000 рукописів від античності до середніх віків, 5 000 книг епохи початку друкарства, і тисячі морських та сухопутних карт. Колекція портретів нараховує 40 000 примірників.
Бібліотека володіє багатьма унікальними й рідкісними виданнями, в тому числі Євангеліє Вельфів, замовлене свого часу Генріхом Левом ченцям-бенедиктинцям (найдорожча у світі книга), Євангеліє Генріха Лева (XII століття), а також Райхенауерське Євангеліє (X століття). У спеціальному приміщенні зберігається колекція глобусів землі і неба.
Головний читальний зал бібліотеки розташований у переобладнаному приміщенні цейхгаузу .

## Скарби бібліотеки
- Климентини (II або III століття) — християнський грецький роман, рідкісна пам'ятка апокрифічної літератури раннього християнства
- Вольфенбютельський кодекс (VI століття) — рідкісний зразок рукопису  Готської Біблії
- Вольфенбютельський кодекс A (4 євангелія; VI століття)
- Вольфенбютельський кодекс B (євангелія від Луки та Івана, V століття)
- Капітулярій про маєтки (близько 800 року) — інструкція Карла Великого з управління королівськими маєтками
- Вольфенбютельські аннали (початок IX століття)
- Cod. Guelf. 334 Gud. lat. [Архівовано 19 червня 2021 у Wayback Machine.] (бл. 1100 року) — ілюстрований рукопис, що містить всі праці  Гвідо Аретинського
- Євангеліє Генріха Лева (XII століття)
- Саксонське зерцало (1221—1225 роки) — найстаріший правовий збірник Німеччині, складений суддею (шефеном) Ейке фон Репко
- Велика книга органума (XIII століття) — два нотні рукописи, що містять репертуар паризької школи Нотр-Дам (найдавніший шар — друга половина XII ст.)
- 9 книг із Корвініани (1470—1490 роки)